# Ласкарисы
Ласкарисы (Ласкариды) (греч. Λάσκαρις/Λάσκαρης) — знатный византийский род, правивший Никейской империей в 1204—1261 годах. Один из ведущих феодальных кланов поздней Византии вплоть до её падения в 1453 году.
По одной из версий, название рода происходит от персидского асгари (перс. عسگری‎), что означает воин, солдат, по другой — от греко-каппадокийского зацкарис (греч. δάσκαρης), что означает учитель.

## История
Под 1059 годом упоминаются Ласкарисы — простые крестьяне. Другая семья Ласкарисов появилась в Фессалониках около 1180 года, но её степень родства с императорской династией, если таковая вообще имеется, не установлена.
Первым достоверным представителем рода был Мануил Ласкарис и его сыновья — Константин и Феодор.  Перед захватом Константинополя крестоносцами (а именно 13 апреля 1204 года) Константин был объявлен в соборе святой Софии византийским императором, но после падения города братьям пришлось бежать в Никею. После гибели Константина в марте 1205 года его брат Феодор стал следующим государем Никейской империи.
В 1258 году умер Феодор II, внук Феодора I, и престол унаследовал его сын Иоанн IV Ласкарис. Но регент при Иоанне, Михаил Палеолог, добился титула соимператора. После возвращения Константинополя в 1261 году Палеолог был повторно коронован императором, в то время как Иоанн IV был отстранён от власти. Вскоре Иоанн был ослеплен и пребывал в заключении вплоть до своей смерти в 1305 году.
В продолжение XIV и XV веков Ласкарисы продолжали занимать высокие посты при дворе Палеологов, а некоторые были даже владетельными князьями (деспотами). Например, Димитрий Ласкарис Леонтарис (ум. 1431) был наместником в Фессалониках. После падения Константинополя в 1453 году уцелели и бежали в Италию ученые Константин и Иоанн Ласкарисы.

## Императоры Никеи
| Имя                                                        | Имя на русском языке | Портрет | Годы правления | Приход к власти                                        | Соправители                                     | Годы жизни                                   | Пр.   |
| ---------------------------------------------------------- | -------------------- | ------- | --- | ------------------------------------------------------ | ----------------------------------------------- | -------------------------------------------- | ----- |
| Константин XI Ласкарис греч. Κωνσταντίνος Λάσκαρης         | Константин Ласкарис  |         | 13 апреля 1204—19 марта 1205 После взятия крестоносцами Константинополя вместе с братом Феодором Ласкарисом бежит в Никею, погиб в бою с Балдуином I, 1-м императором Латинской империи     | Провозглашен в Агия-София после бегства Алексея V Дуки |                                                 | 1170—19 марта 1205                           | [ 3 ] |
| Феодор I Ласкарис греч. Θεόδωρος Α' Λάσκαρις               | Феодор Ласкарис      |         | 19 марта 1205—ноябрь 1221 с 1208 до 1212 сделал соправителем сына Николая Ласкариса | Брат Константина Ласкариса                             | Николай Ласкарис                                | ок. 1174, Константинополь—ноябрь 1221, Никея | [ 3 ] |
| Николай Ласкарис греч. Νικόλαος Λάσκαρης                   | Николай Ласкарис     |         | 1208—1212 соправитель отца Феодора I Ласкариса | Сын Феодора I Ласкариса                                | Феодор I Ласкарис                               | ум. 1212                                     | [ 3 ] |
| Иоанн III Дука Ватац греч. Ιωάννης Γ΄ Δούκας Βατάτζης      | Иоанн Дука Ватац     |         | 15 декабря 1221—3 ноября 1254 | Зять Феодора I Ласкариса                               |                                                 | 1192, Дидимотика—3 ноября 1254               | [ 3 ] |
| Феодор II Дука Ласкарис греч. ΙΘεόδωρος Β' Δούκας Λάσκαρης | Феодор Дука Ласкарис |         | 3 ноября 1254—16 августа 1258 с 1254 сделал соправителем сына Иоанна IV Дуку Ласкариса | Сын Иоанн III Дуки Ватаца                              | Иоанн IV Дука Ласкарис                          | 1221, Никея — 18 августа 1258, Магнисия      | [ 3 ] |
| Иоанн IV Дука Ласкарис греч. Ιωάννης Δ' Δούκας Λάσκαρης    | Иоанн Дука Ласкарис  |         | 1254—18 августа 1258 соправитель отца Феодора II Дуки Ласкариса 3 ноября 1254 — 25 декабря 1261 при регентстве (а с 1259 при соправлении) Михаила Палеолога, который его низложил и ослепил | Сын и соправитель Феодор II Дуки Ласкариса             | Феодор II Дука Ласкарис, регент Михаил Палеолог | 25 декабря 1250, Дидимотика — ок. 1305       | [ 3 ] |

## За пределами Византии
В 1269 году Гульельмо Пьетро I Бальбо женился на дочери Феодора II Ласкариса. От этого брака происходит семейство Ласкари, правившее городами Вентимилья и Тенде на итало-французском пограничье до 1501 года, когда его владения были унаследованы Савойей. Самый известный представитель этого семейства — Жан де Ласкарис, который в 1636-57 гг. возглавлял орден мальтийских рыцарей.
Видный московский дипломат начала XV века Дмитрий Ласкирев показан в родословных книгах внуком «князя Морейского». Его потомки упоминаются в документах Русского царства до середины XVII века (см. Ласкиревы).